# 정인권 (축구 선수)
정인권(1996년 4월 24일 ~ )은 대한민국의 축구 선수이며 포지션은 미드필더이다. 현재 J3리그 .SC 사가미하라소속이다